# Satelliettorens

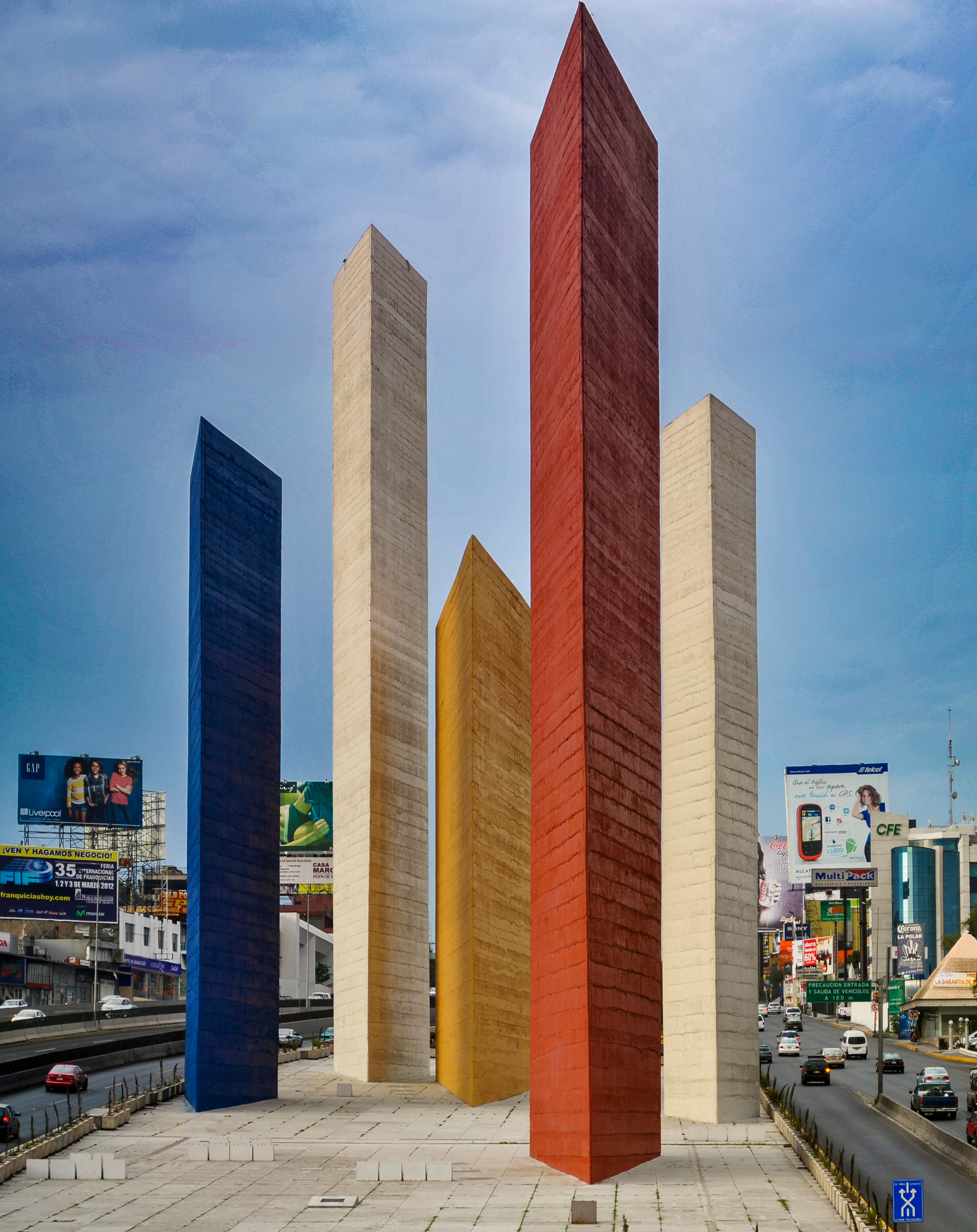
Torres Satélite

De Satelliettorens (Spaans: Torres de Satélite) zijn het opvallendste monument in Naucalpan de Juárez, een voorstad van Mexico-Stad. De vijf gekleurde torens bevinden zich in Ciudad Satélite, een welgestelde wijk in het noorden van Naucalpan.
De torens zijn in 1957 ontworpen door architect Luis Barragán, schilder Jesús Reyes Ferreira en beeldhouwer Mathias Goeritz en een jaar later voltooid. Aanvankelijk was het de bedoeling dat er zeven torens gebouwd zouden worden waarbij de hoogste toren 200 meter hoog zou zijn. Financiële problemen leidde er echter toe dat er slechts vijf torens gebouwd werden, waarvan de hoogste 53 meter is. Ook de kleuren zijn anders geworden dan in het oorspronkelijke ontwerp. Goeritz was van plan de torens in verschillende tinten oranje te schilderen, maar uiteindelijk besloot hij verschillende kleuren te gebruiken: rood, blauw, geel en wit.